# Wiktor Iwoń
Wiktor Iwoń (ur. 5 września 1925 w miejscowości Terepol w powiecie rówieńskim, zm. 20 czerwca 2013 w Warszawie) – pułkownik pilot Sił Zbrojnych Polskiej Rzeczypospolitej Ludowej, dowódca 11 Dywizji Lotnictwa Myśliwskiego (1957-1963) oraz 4 Dywizji Lotnictwa Myśliwskiego (1965-1972).

## Życiorys
Przed wojną ukończył siedmioklasową szkołę powszechną w Równem, a następnie jeszcze dwie klasy szkoły średniej. W lutym 1944 roku powołany do służby w ludowym Wojsku Polskim. Służył w 1 zapasowym pułku piechoty. W czerwcu 1944 został skierowany na szkolenie pilotażowe do 10 Wojskowej Szkoły Lotniczej Wyszkolenia Podstawowego w Soroczyńsku. Od grudnia 1944 kontynuował szkolenie lotnicze w Kaczyńskiej Wyższej Wojskowej Szkole Lotniczej dla Pilotów w Krasnym Kucie. Po ukończeniu szkoły powrócił do Polski w czerwcu 1946 i został skierowany do 1 pułku lotnictwa myśliwskiego. W lipcu 1946 promowany do stopnia chorążego. W lutym 1948, podczas służby w 1 pułku lotnictwa myśliwskiego został starszym pilotem, a w lutym 1949 dowódcą klucza lotniczego. W sierpniu 1951 objął stanowisko dowódcy eskadry w 13 pułku lotnictwa myśliwskiego w Warszawie. Od sierpnia 1952 był dowódcą eskadry, a od grudnia 1952 do listopada 1953 był dowódcą 28 pułku lotnictwa myśliwskiego w Słupsku. Pułk ten wchodził w skład 10 Dywizji Lotnictwa Myśliwskiego.
Od listopada 1953 do października 1954 ukończył Kurs Doskonalenia Oficerów w Taganrogu w ZSRR. Przez kolejne trzy lata, do grudnia 1957 był dowódcą 13 pułku lotnictwa myśliwskiego w Łęczycy. Następnie od grudnia 1957 do lipca 1963 był dowódcą 11 Dywizji Lotnictwa Myśliwskiego w Świdwinie. W 1961 uzyskał świadectwo maturalne w miejscowym liceum ogólnokształcącym. Od lipca 1963 do lipca 1965 studiował w Wojskowa Akademia Sztabu Generalnego Sił Zbrojnych ZSRR im. Klimenta Woroszyłowa w Moskwie. Po ukończeniu studiów był w latach 1965-1972 dowódcą 4 Dywizji Lotnictwa Myśliwskiego w Malborku. Przez kolejne 15 lat (listopad 1972 - lipiec 1987) był pomocnikiem do spraw lotnictwa dowódcy Warszawskiego Okręgu Wojskowego. W lipcu 1987 zakończył zawodową służbę wojskową i przeszedł w stan spoczynku.
W październiku 1987 roku Minister Obrony Narodowej wyróżnił go wpisem do "Honorowej Księgi Czynów Żołnierskich".
Pilot wojskowy pierwszej klasy, spędził w powietrzu ponad 4000 godzin na różnych typach samolotów.

## Odznaczenia
- Order Sztandaru Pracy II klasy - 1978
- Krzyż Komandorski Orderu Odrodzenia Polski - 1968
- Krzyż Oficerski Orderu Odrodzenia Polski - 1963
- Złoty Krzyż Zasługi - 1957
- Medal 10-lecia Polski Ludowej
- Medal 30-lecia Polski Ludowej
- Medal 40-lecia Polski Ludowej
- Złoty Medal "Siły Zbrojne w Służbie Ojczyzny"
- Srebrny Medal "Siły Zbrojne w Służbie Ojczyzny"
- Brązowy Medal "Siły Zbrojne w Służbie Ojczyzny"
- Złoty Medal "Za Zasługi dla Obronności Kraju"
- Srebrny Medal "Za Zasługi dla Obronności Kraju"
- Brązowy Medal "Za Zasługi dla Obronności Kraju"
- Odznaka "Zasłużony Pilot Wojskowy PRL" - 1978
- Wpis do "Honorowej Księgi Czynów Żołnierskich" - 1987
- Order Czerwonej Gwiazdy (ZSRR)